# Harald Enell
Harald Gustaf Henriksson Enell, född 8 januari 1888 i Alingsås, död 3 februari 1966 i Oscars församling, Stockholm, var en svensk militär. Han var far till Herbert Enell.

## Biografi
Enell blev sjökadett 1902, underlöjtnant vid flottan 1908, löjtnant 1912 och kapten 1918. Han överfördes som kapten till Flygvapnet 1928. Enell var chef för Första Flygkåren (F 1) åren 1929–1934, Andra Flygkåren (F 2) åren 1934–1936. Han befordrades till kommendörkapten 1929, till överstelöjtnant 1935 och till överste 1938. Enell var flygattaché i Berlin åren 1937–1941. Vid hemkomsten till Sverige 1941 valdes han till generalsekreterare i Kungliga svenska aeroklubben (KSAK). Enell publicerade artiklar i facktidskrifter och dagspress. Han invaldes som ledamot av Örlogsmannasällskapet 1926. Enell blev riddare av Svärdsorden 1929, av Vasaorden 1937 och av Nordstjärneorden 1941 samt kommendör av andra klassen av Svärdsorden 1942. Han vilar på Galärvarvskyrkogården i Stockholm.